# Ceropegia bowkeri
Ceropegia bowkeri är en oleanderväxtart som beskrevs av William Henry Harvey. Ceropegia bowkeri ingår i släktet Ceropegia och familjen oleanderväxter. Inga underarter finns listade i Catalogue of Life.